# Cyathea robusta
Espèce

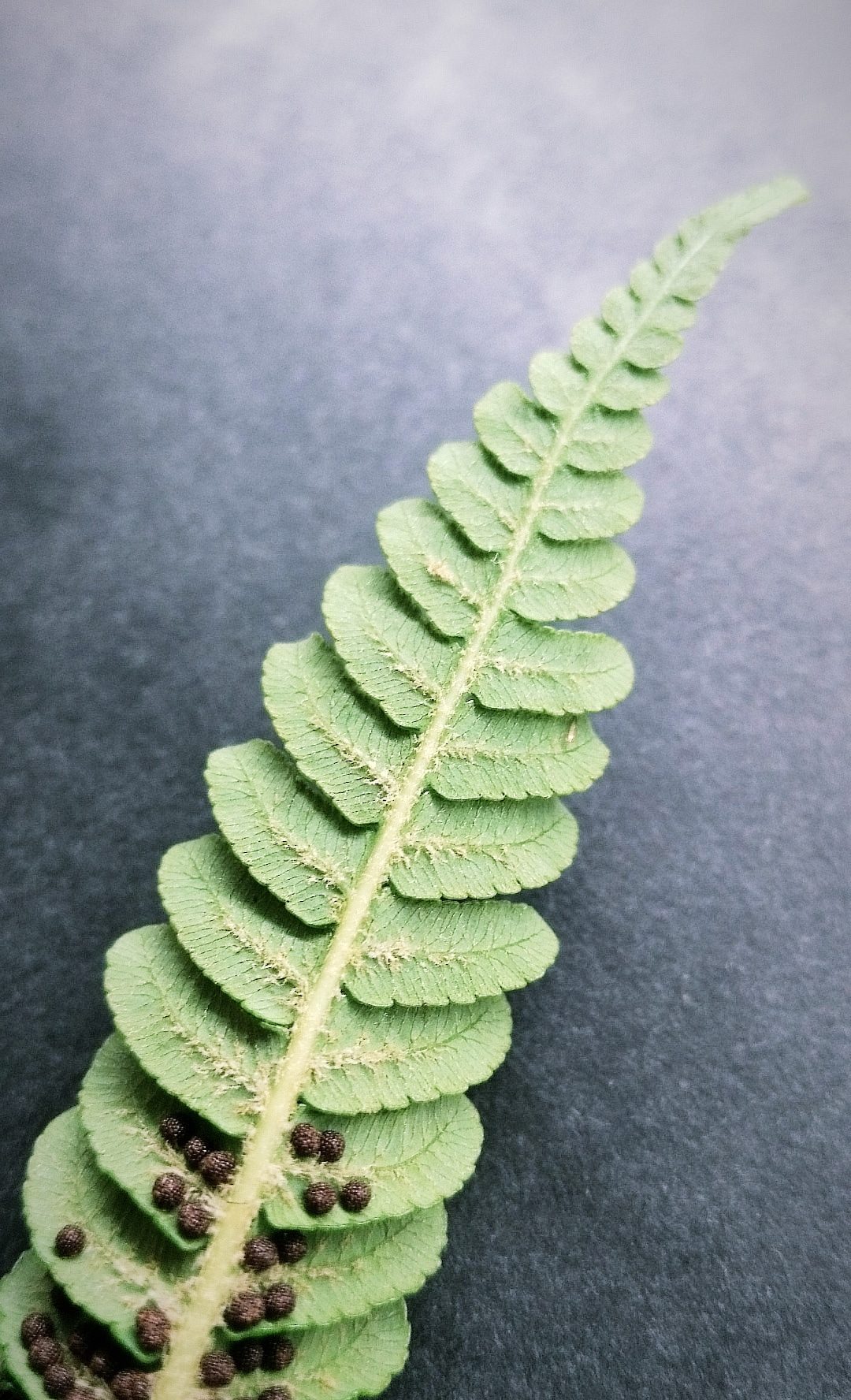
Détail de la penne et des pinnules, avec les sores (grossissement x10).

Cyathea robusta est une espèce de fougères arborescentes, de la famille des Cyatheaceae, endémique de l'île Lord Howe.

## Description
Cyathea robusta a un stipe érigé, pouvant atteindre 5 m de hauteur. La base du stipe porte des cicatrices foliaires issues des anciennes frondes, le stipe est recouvert d’écailles de couleur marron foncé. 
Les frondes atteignent 4-5 m de longueur, avec des écailles basales de 2-4 cm de long sur le pétiole et le rachis, d’une couleur blanchâtre, marron clair. 
Les pennes de 50 cm de long possèdent des écailles caduques de couleur blanche. 
Les pinnules libres de 10 mm de long, avec des petites écailles squameuses à la base.
Les sores sphériques sont portés de chaque côté de la veine médiane de la pinnule. Ils sont sans indusie.

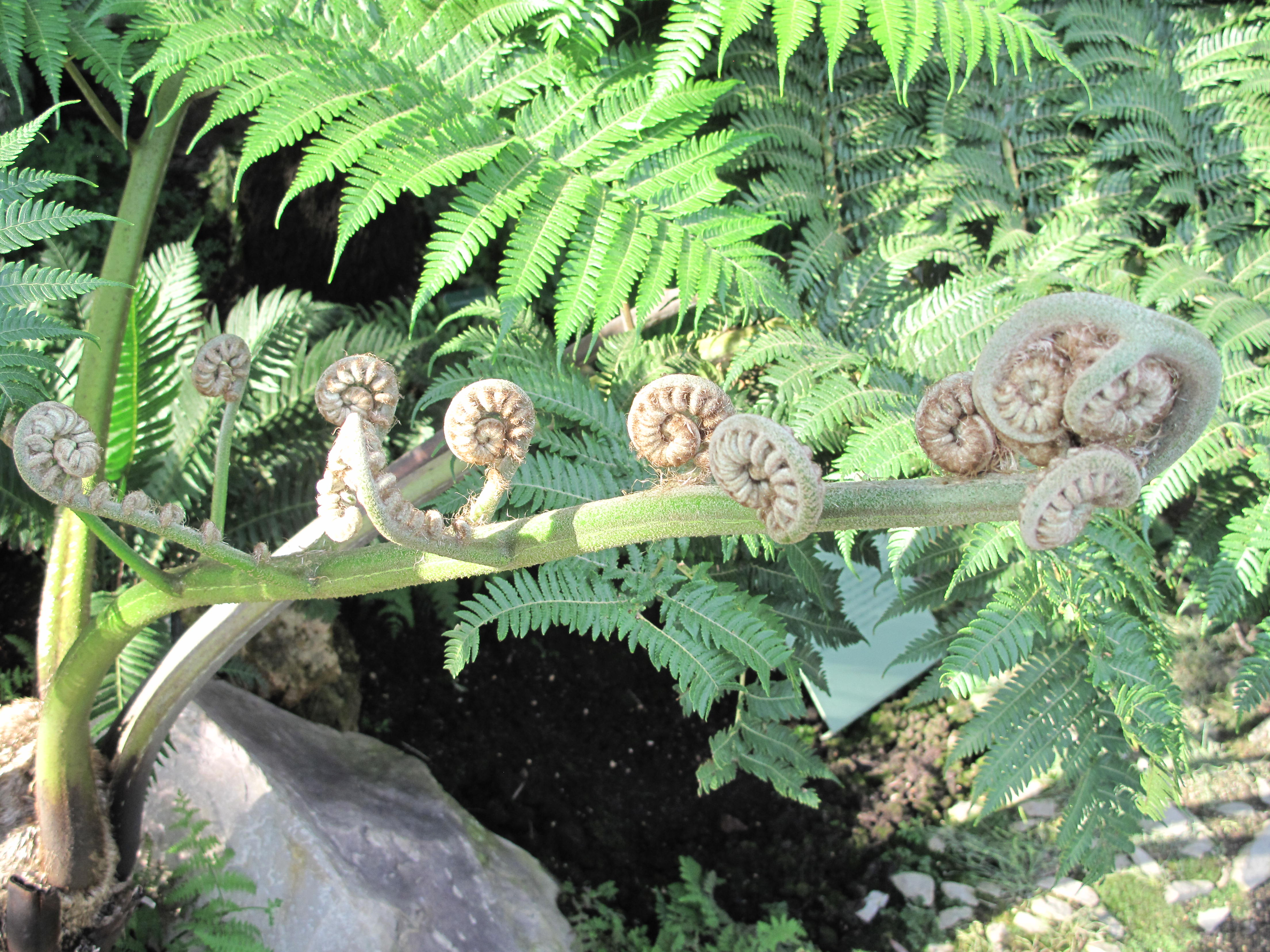
Détail des frondes.

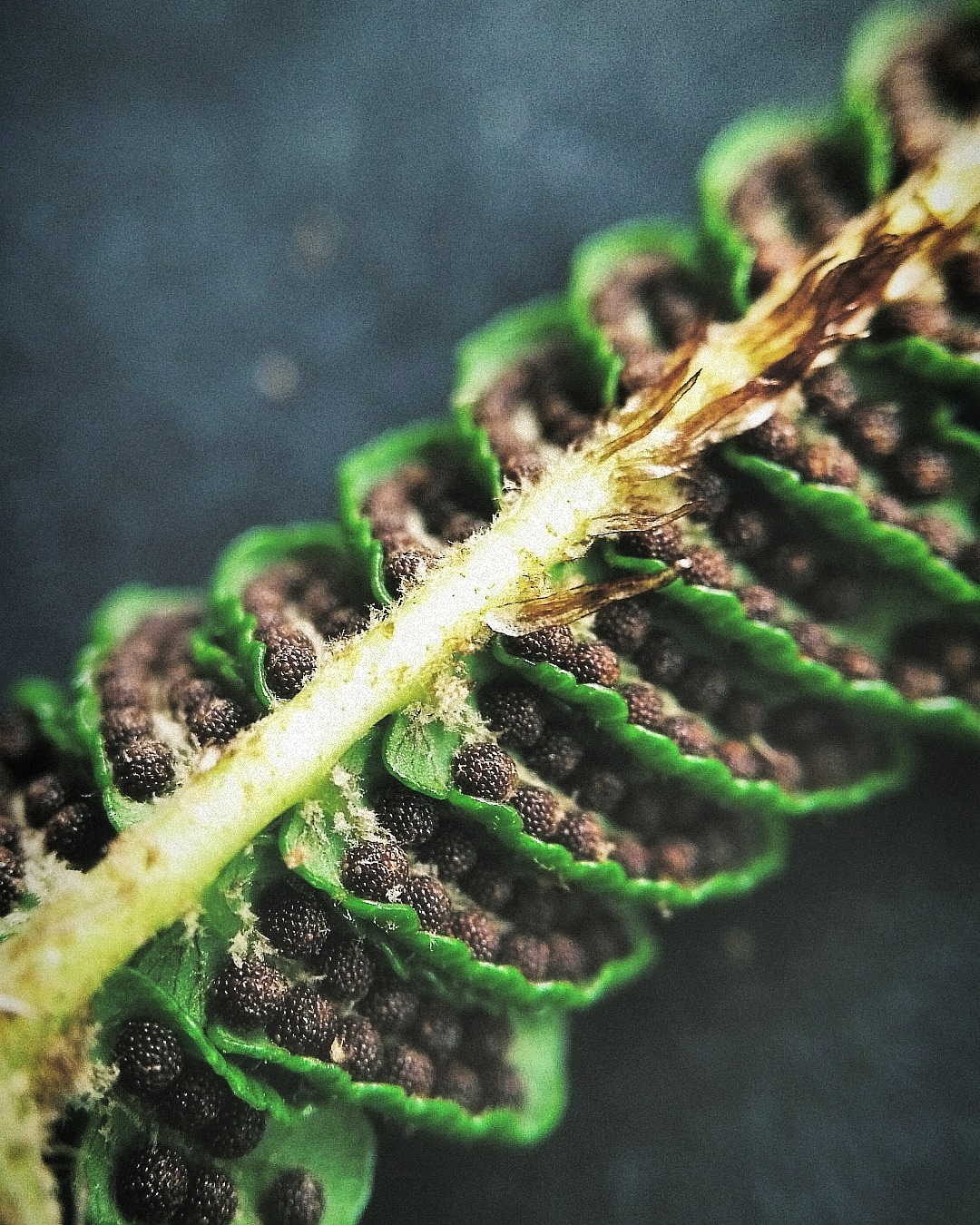
Détail des pinnules, avec les sores (grossissement x10).

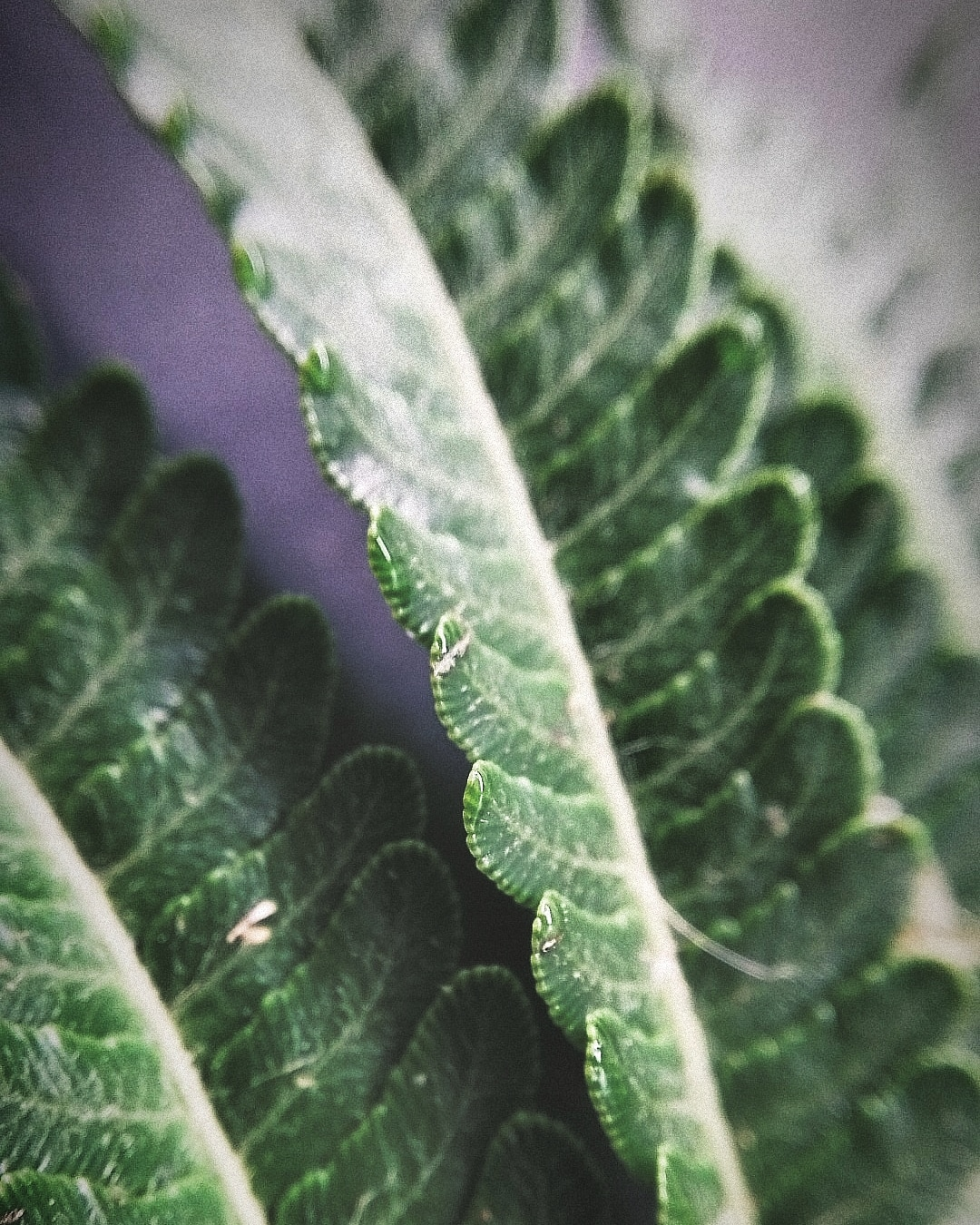
Détail de la penne et des pinnules (grossissement x10).